# Pommereulla
Pommereulla là một chi thực vật có hoa trong họ Hòa thảo (Poaceae).

## Loài
Chi Pommereulla gồm các loài: